# Begeraburappu
Begeraburappu är en holme i Marshallöarna.   Den ligger i kommunen Kwajalein, i den nordvästra delen av Marshallöarna, 500 km nordväst om huvudstaden Majuro.